# Shepshed
Shepshed – miasto w Wielkiej Brytanii, w Anglii, w hrabstwie Leicestershire. W 2001 r. miasto to zamieszkiwało 14 000 osób.
W tym mieście ma swą siedzibę klub piłkarski - Shepshed FC Dynamo.